# Portrait de l'artiste au turban jaune
Portrait de l’artiste au turban jaune, ou Mon Portrait en arabe, ou Portrait de l'artiste et sa sœur, ou L'Homme au chapeau jaune, est une peinture à l'huile sur toile réalisée en 1894 par Émile Bernard. Elle est actuellement conservée au musée des Beaux-Arts de Quimper.

## Description
Cette peinture à l'huile sur toile est un autoportrait représentant l’artiste, coiffé d’un turban jaune. Dans le fond, une femme à la tête baissée, identifiée comme Hanenah Sâati, l’épouse d’Émile Bernard, semble lire ou prier. Derrière les deux figures, se trouve un objet rond non-identifié, ainsi qu’un rideau. Les couleurs, pastel et acidulées sont décrites par André Cariou comme « plus méditerranéennes » que celles des œuvres précédentes de l’artiste.

## Technique
L'œuvre a été réalisée à l’aide d’une technique de peinture mate, en utilisant peu de liant dans la peinture, et sa surface n'est pas vernie.

## Histoire

### Contexte de réalisation
Le Portrait de l’artiste au turban jaune a été réalisée par Émile Bernard en 1894. L’année précédente, en mars, l’artiste se rend au Caire, en passant par l’Italie. Ce voyage fait suite à une rupture avec Paul Gauguin qui, lors d’un banquet organisé en l’honneur de Jean Moréas le 2 février 1891, fut désigné comme le fondateur du mouvement du symbolisme, sans qu’il ne soit fait mention d’Émile Bernard, qui eut pourtant un rôle très important dans son élaboration. La presse reprit alors cette désignation, sans que Gauguin ne tente de la corriger. L'amitié des deux peintres souffrit beaucoup de cet événement, et Bernard et Gauguin ne se revirent plus après février 1891.
Grâce au mécénat du comte Antoine de la Rochefoucauld et d’Andries Bonger Émile Bernard voyage en Égypte pour exécuter des peintures murales. À son arrivée, il rencontre Hanenah Sâati, une jeune fille plutôt pauvre issue de la communauté syriaque orthodoxe. Alors qu’elle n’a que quinze ans, l'artiste - alors âgé de vingt-six ans - l’épouse le 1er juillet 1894, quelques semaines après leur rencontre. Plus tard, cette même année, il réalisera le Portrait de l'artiste au turban jaune.
La femme, représentée aux côtés d’Émile Bernard, a parfois été identifiée comme étant Madeleine, la sœur de l’artiste. Celle-ci le rejoignit en Égypte en novembre 1895, ce qui peut expliquer la confusion quant à l’identité de la femme du tableau. Cependant, la majorité des experts l'identifient comme étant bien Hanenah Sâati, l’épouse de Bernard.
En juin 1901, la toile apparaît sous le titre Mon Portrait en arabe dans l’inventaire des toiles de l’atelier de Bernard. Cela permet de supposer que l'œuvre était restée entre les mains de l'artiste, ou dans son cercle familial, entre 1894 et 1901.

### Entrée dans les collections du musée des Beaux-Arts de Quimper
Ce tableau a été acquis par le musée des Beaux-Arts de Quimper en 1975, sous le nom L'Homme au chapeau jaune, suite à son achat auprès des commissaires-priseurs Ader-Picard-Tajan. Il était alors daté de 1899. L’année suivante, l'œuvre connut une restauration.

## Analyse

### Interprétation
L'œuvre est fréquemment considérée comme une recherche d’identité de l’artiste, suite à sa rupture avec Paul Gauguin et à son arrivée en Égypte. Le turban jaune que porte Émile Bernard n’a pas de signification certaine. Toutefois, Stephen F. Eisenman y voit une preuve de l’adoption des coutumes égyptiennes par l’artiste, ou même une façon de faire de lui une sorte de figure biblique. Le textile, visible à l’arrière-plan, montre l’intérêt marqué de Bernard pour cet art et pour son utilisation comme un motif abstrait, qu’il partageait avec Gauguin. L'œuvre est considérée comme étant encore synthétiste, notamment grâce à l'aspect bidimensionnel des différents plans et par le fait que le fond est traité de façon décorative. Cependant, elle a été identifiée par Wu Chaoying comme étant la dernière œuvre synthétiste de l’artiste, dont la production s'oriente ensuite vers l’imitation des maîtres modernes, comme Titien ou Vélasquez.

### Émile Bernard et les autoportraits
Cette œuvre est un des nombreux exemples d'autoportraits réalisés par Bernard. Il en existe en effet plus de 40, que l'artiste réalisait annuellement. Portrait de l'artiste au turban jaune se distingue par le fait que l'artiste n'y est pas représenté seul, ce qui est plutôt rare. Dans toutes ces œuvres, Bernard est reconnaissable à son visage triangulaire, son front large, sa moustache et son bouc, qui restent présents malgré les années. Les différences dans ces autoportraits tiennent principalement au style de l'artiste, qui évolue d'année en année.

## Expositions
- Du 25 janvier au 1er mai 2022 : Gauguin and his friends, Ordrupgaard, Charlottenhund, Danemark[4]
- Du 10 octobre 2016 au 1er février 2017 : 30e anniversaire, musée d’Orsay, Paris, France[2]
- Du 2 février au 5 juin 2016 : Simbolismo. Arte in Europa dalla Belle Epoque alla Grande Guerra, Palazzo Reale, Milan, Italie[12]
- Du 7 février au 1er juin 2015 : Emile Bernard, la peinture en colère, Kunsthalle, Brême, Allemagne[13]
- Du 16 septembre 2014 au 15 janvier 2015 : Émile Bernard (1868-1941), musée de l’Orangerie, Paris, France[6]
- Du 26 octobre 2013 au 3 mars 2014 : A la lettre, Léon Deubel, poète, musée de Belfort, Belfort, France[12]
- Du 27 novembre 2010 au 20 février 2011 : Gauguin Elsewhere, Taipei Fine Arts Museum, Taipei, Taïwan[3]
- Du 5 octobre 2007 au 3 février 2008 : Paul Gauguin: Artist of Myth and Dream, Complesso del Vittoriano, Rome, Italie[1]
- Du 15 octobre 2003 au 5 janvier 2004 : L’Aventure de Pont-Aven et Gauguin, musée de Capodimonte, Naples, Italie[12]
- Du 15 avril au 23 octobre 2000 : L'École de Pont-Aven dans les collections du musée des Beaux-Arts de Quimper, musée des Beaux-Arts de Quimper, Quimper, France[12]
- De juillet à octobre 1992 : Painting in Brittany, Gauguin and his friends, Laing Art Gallery, Newcastle Upon Tyne, Angleterre[12]
- De février à octobre 1992 : Émile Bernard, American Center for Art and Culture, Paris[12]
- De janvier à avril 1985 : Aquarelles orientales d'Émile Bernard, musée Gauguin, Tahiti[12]

#### Catalogues d'exposition
- Wu Chaoying, Gauguin Elsewhere, Taipei Fine Arts Museum, 2010, 365 p.
- Stephen F. Eisenman, Anne-Birgitte Fonsmark et al., Paul Gauguin : artist of myth and dream, Milan, Italie, Skira, 2007, 439 p. (ISBN 8861304583), p. 410.
- Paul Ordrupgaardsamlingen, André Cariou et Dorthe Vangsgaard Nielsen, Gauguin and his friends, Ordrupgaard, 2022 (ISBN 978-8-794-21106-2).
- Rodolphe Rapetti, Fred Leeman, Marie-Paul Vial, Émile Bernard: 1868 - 1941 ; [... à l'occasion de l'exposition "Émile Bernard", Paris, musée de l'Orangerie, 16 septembre 2014 - 5 janvier 2015], Musée d'Orsay, 2014 (ISBN 978-2-08-134304-7).